# Bürgermeisterei Pfalzel

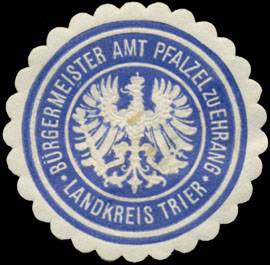
Siegelmarke Amt Pfalzel

Die Bürgermeisterei Pfalzel im Landkreis Trier im Regierungsbezirk Trier in der preußischen Rheinprovinz war eine Bürgermeisterei mit
1 Stadt, 1 Flecken, 3 Dörfern, 4 Höfen und 2 Mühlen, welche 476 Feuerstellen und 3241 Einwohner hatten (Stand 1828).
Dazu gehörten:
- Pfalzel, am linken Ufer der Mosel. Die Stadt hat 3 Kirchen und Bethäuser, 4 öffentliche Gebäude, 222 Privatwohnhäuser, 1250 Einwohner (Stand im Jahr 1828), etwas Weinbau, Ackerbau und Viehzucht.
- Ehrang, ein mit Mauern umgebener Flecken in einer reizenden Gegend am Einfluss der Kyll in die Mosel, mit 1 Kathol. Pfarrkirche, 142 Fst., 948 Einw. und Wein- und Ackerbau. In der Nähe sind Eisengruben und das Eisenhüttenwerk Quint am Quintbach.
- Kordel, ein Dorf mit 1 Kathol. Pfarrkirche, 74 Fst. und 459 Einw. Dazu gehören die Höfe Winterbach und Ramstein mit 15 Einw. Bei dem letztern liegen die Ruinen der Burg Ramstein.
- Biewer, ein Dorf an der Mosel mit 1 Mühle, dem Josthof, 37 Feuerstellen und 213 Einw.
- Butzweiler, ein Dorf mit 1 Kathol. Pfarrkirche, 52 Fst. und 346 Einw. Dazu gehört der Hof Kimlingen mit 10 Einw.

Der Verwaltungssitz der Bürgermeisterei wurde 1861 nach Ehrang verlegt.
1927 wurden die preußischen Bürgermeistereien zu Ämtern umbenannt, somit entstand das Amt Pfalzel zu Ehrang,
das später als Amt Ehrang bezeichnet wurde.
Pfalzel, Ehrang und Biewer gehören heute zur Stadt Trier, Kordel und Newel-Butzweiler zur Verbandsgemeinde Trier-Land.